# مویسیس مورا پینیرو
مویسیس مورا پینیرو (به پرتغالی: Moisés Moura Pinheiro) مدافع اهل برزیل است که در شهر Nanuque و در تاریخ ۲۵ ژوئیهٔ ۱۹۷۹ به دنیا آمده‌است.
مویسیس مورا پینیرو در تیم‌های فوتبال Vitória سابقهٔ حضور دارد.